# Ogle Sotheby Special

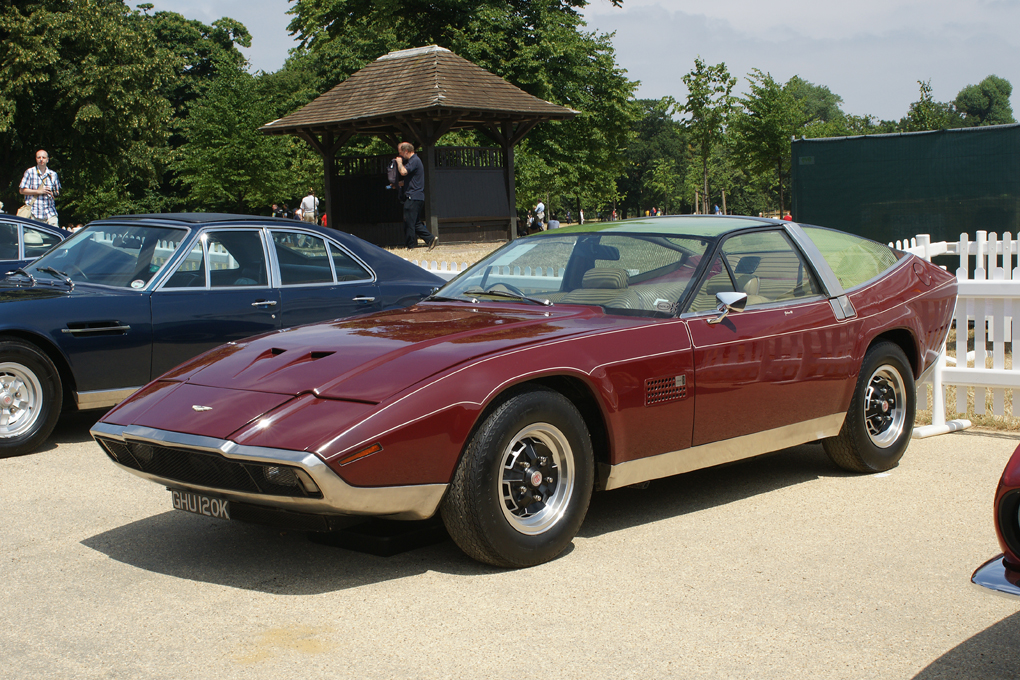
Ogle Sotheby Special

Der Ogle Sotheby Special ist ein Sportcoupé des britischen Designstudios Ogle Design. Es wurde 1971 präsentiert und in zwei Exemplaren hergestellt.

## Modellgeschichte
Die Initiative für den Wagen ging auf den britischen Zigarettenhersteller W.O. Wills zurück, der das Auto zu Werbezwecken für seine neue Zigarettenmarke Sotheby einsetzen wollte.

### Design
Der Wagen basiert auf dem Fahrgestell des Aston Martin DBS V8, dessen Antriebstechnik er auch verwendet. Das Karosseriedesign stammt von Ogles Chefdesigner Tom Karen. Der Sotheby Special ist ein dreisitziges Coupé; der dritte Sitz ist hinter den Vordersitzen quer zur Fahrtrichtung installiert. Das Auto hat Klappscheinwerfer und eine großzügig verglaste Fahrgastzelle. Die über dem Hinterrad aufwärts verlaufende, in die Heckpartie übergehende Gürtellinie ist ein gemeinhin als elegant empfundenes Gestaltungsmerkmal, das British Leyland 1975 bei dem Familienwagen Leyland Princess kopierte. Auffälligstes Detail des Ogle-Coupés sind 22 runde Rückleuchten: zwei übereinander angeordnete, waagerecht verlaufende Reihen runder Leuchten. Auf jeder Seite sind vier Blinklichter installiert, die im Falle der Betätigung nacheinander von innen nach außen aufleuchten. Ein ähnliches Gimmick hatte bereits der Ford Thunderbird der fünften Generation, die sog. Glamourbirds von 1967. Die zahlreichen Bremsleuchten verändern ihre Leuchtkraft je nachdem, mit welcher Intensität der Fahrer bremst.

### Produktion
Ogle baute zwei Autos dieses Modells.
Das erste Fahrzeug wurde 1971 hergestellt. Es war anfangs blau lackiert und trug goldene Streifen. Damit entsprach es der Farbgebung der Zigarettenmarke Sotheby. Als sich die Zigarette am Markt nicht durchsetzen konnte, erhielt der Wagen die Farben der – ebenfalls zum Wills-Konzern gehörenden – Marke Embassy, mit der auch das britische Formel-1-Team Hill warb. Der dann weiß und rot lackierte Wagen wurde als Embassy-Ogle bezeichnet. Der erste Wagen wurde bei einem Verkehrsunfall zerstört.
1973 entstand ein zweites Exemplar, das nunmehr die Plattform des Aston Martin V8 I verwendete (die mit der des Aston Martin DBS V8 im Wesentlichen identisch war). Der Wagen hatte ein manuelles Getriebe und eine rote Lackierung mit grünem Dach. Der Preis für den Wagen wurde mit 28.000 britischen Pfund angegeben, das Dreieinhalbfache eines werksmäßigen Aston Martin V8. Das Fahrzeug existiert noch heute.